# Kävlinge
Kävlinge es una ciudad de Suecia, cabecera del municipio de Kävlinge en la provincia de Escania.

## Historia
Tradicionalmente, se considera que Kävlinge surgió como núcleo de población a partir de un vado en el río Kävlinge, antes de que se construyera el puente de Furulund.
La localidad pertenece a la parroquia de Kävlinge, que hasta 1862 era la entidad administrativa civil. Tras la sanción de la reforma municipal de ese año fue incluida en el municipio rural de Kävlinge. El 23 de agosto de 1901 se creó el ayuntamiento del municipio. En 1946 la localidad fue promovida a ciudad y se creó la parroquia de Stora Harrie, absorbiendo localidades vecinas. Entre 1967 y 1969 se ampliaron los límites del municipio para incluir municipios rurales y parroquias circundantes, incluyendo la ciudad de Furulund. En 1971 se erigió el actual municipio de Kävlinge, con Kävlinge como cabecera municipal.
Para la Iglesia de Suecia siempre ha pertenecido a la parroquia de Kävlinge, con una pequeña región en la parroquia de Stora Harrie.
En 1874 Kävlinge se unió al distrito judicial de Harjagers; en 1967 se lo trasladó al de Rönnebergs, Onsjö y Harjagers; de 1969 a 1971 perteneció al de Landskrona; durante 1971, al de Torna y Bara y desde entonces está bajo la jurisdicción del Tribunal de Lunds.

## Demografía
| 3578                                                                                   | 4373 | 4975 | 5804 | 5670 | 7265 | 7776 | 8006 | 8550 |
| (Fuente: Informes estadísticos (1960-2005), Oficina Central de Estadísticas de Suecia) |      |      |      |      |      |      |      |      |

## Transporte
Kävlinge es un importante centro ferroviario. El primer ramal construido es la línea Malmö–Billesholms, inaugurada en 1886 y que une las ciudades de Arlöv, Teckomatorp y Billesholm. Ese mismo año se inauguró el ramal que une la localidad con Lund, parte de la línea Lund–Trelleborgs. En 1893 se unió, por este mismo medio, a Landskrona mediante la línea Landskrona-Kävlinge. En 1906 se habilitó el tramo que une la localidad con Sjöbo y el año siguiente la que lo hace con Barsebäckshamn, ambos parte de la línea Kävlinge-Barsebäcks. Sin embargo, en la década de 1950 este ramal se clausuró. En abril de 1996, se descarriló en las afueras de Kävlinge un tren de carga que transportaba amoníaco; debido a ello, alrededor de 9000 personas fueron evacuadas, en lo que fue la mayor evacuación en la historia reciente de Suecia.